# Bernard Faroux
Bernard Faroux est un homme de cinéma et de télévision français. 

## Études
Bernard Faroux est licencié d’arts plastiques et d'histoire de l'art à Paris 1. 
Il cherche ensuite à faire un mémoire sur Mankiewicz[Lequel ?] avec comme directeur de Maîtrise, Michael Henry Wilson (critique à Positif et réalisateur des making-of des films de Martin Scorsese), mais il a l’occasion de travailler sur un long métrage : Le Cercle des passions de Claude d'Anna avec Max von Sydow, Assumpta Serna et Marcel Bozzuffi, en tant que régisseur-adjoint. 

## Vie professionnelle
Bernard Faroux doit alors choisir entre continuer dans le cinéma ou se diriger vers la télévision. Il se tourne vers cette dernière proposition.
Il débute donc à la télévision comme assistant de production sur l’émission Flash3, diffusée sur FR3, un magazine sur la photo animé par Jean Bardin, Jérôme Ecker et Pierre Dhostel. Ensuite il enchaîne comme coordinateur de production et assistant réalisateur sur une émission produite et présentée par Philippe Alfonsi : Histoire d’un Jour, réalisée par Maurice Dugowson.
Il devient assistant d’Antoine de Caunes pour Rock Report, magazine d’infos musicales en ouverture des Enfants du Rock sur Antenne2.
Il travaille aussi pour Rapido sur TF1. 'Rapido migre sur Canal+, il en devient le réalisateur.
Parallèlement à Rapido, Antoine de Caunes lui propose alors de le suivre dans l’aventure Nulle Part Ailleurs comme assistant réalisateur puis comme réalisateur sur les sketches de PAKG.
Il réalise son premier sketch avec José Garcia dont c’était la première apparition comme comédien dans l’émission. Le musicien qui illustrait les parodies et autres fausses pubs n’était autre que Alexandre Desplat. Le K de PAKG, Karl Zéro, le garde en tant que réalisateur lorsqu’il reste seul à faire les sketches de Nulle part Ailleurs.
Il réalise avec Karl Zéro son premier film, Le Tronc. Mais le succès public ne suit pas. Il « rebondit » à la télévision avec Michel Thoulouze, qui lui confie la réalisation des chaînes thématiques du groupe Canal: Canal Jimmy, TMC, Ciné Classic, 
Il est appelé par Bruno Gaston pour mettre en place Nulle Part Ailleurs matin avec Alexandre Devoise. 
Sur Canal Jimmy, il effectue des remplacements sur Nonante, présenté par Édouard Baer et Ariel Wizman. Avec ce dernier débute une longue collaboration.
Sur Forum Planète, il rencontre Christophe Hondelatte qui commence sa carrière à la télévision. Il repère chez lui un talent autre que radiophonique. Il le présente donc à un ami producteur, Christian Gerin qui pense à lui pour présenter Faites entrer l’accusé. 
Bernard Faroux réalise Faites Entrer l'accusé sur France 2 jusqu'en 2020.
Il réalise également Le Magazine de la santé présenté par Michel Cymes et Marina Carrère d'Encausse.
Il a réalisé de nombreux documentaires dont Looking For Manchester  et Looking For Milano avec Eric Cantona ou Fric, Krach et Gueule de Bois, le roman de la crise avec Pierre Arditi, Daniel Cohen et Erik Orsenna, des portraits documentaires de Vanessa Paradis, Jean Pierre Jeunet, David Lynch, Steven Spielberg, Karl Lagerfeld, Eddy Mitchell, Bourvil. 
Il a réalisé des concerts de Willy DeVille, des Gipsy Kings, de Shivaree et aussi pour la Musicale ou l’Album de la Semaine de Canal Plus
Bernard Faroux a également assuré la direction artistique et mise en place de Plus belle la vie.
En 2018 il a réalisé un documentaire : Dans l'Œil du Peintre  et en 2019 Audition et Création pour F5, écrit avec Boris Donné.
En 2022, il a réalisé un documentaire intitulé Tous les Chanteurs s'appellent Michel sur les six chanteurs des années 70-80 portant le prénom Michel : Polnareff, Fugain, Delpech, Jonasz, Berger et Sardou.
Depuis 2022, il conçoit et réalise pour Canal+ l'adaptation de l'émission de radio Hondelatte raconte avec Christophe Hondelatte.

## Filmographie partielle
Comme réalisateur
- 1989 - 1991 : Rapido
- 1993 : Le Tronc
- 2000 - 2001 : Nulle part ailleurs

France TV
- 2000  - 2020: Faites entrer l'accusé
- 2004 - 2021 : Le Magazine de la santé
- 2016 : Eddy Mitchell, Itinéraire
- 2018 : Dans L'Oeil du Peintre
- 2019 : Audition et Création
- 2021 : La Traversée de Bourvil
- 2023 : Tous les Chanteurs s'appellent Michel

Canal +
- 2023 - 2024: Hondelatte raconte

Comme directeur artistique
- 2004 : Plus belle la vie